# Cua de ventall de l'Índia
El cua de ventall de l'Índia (Rhipidura albogularis) és un ocell de la família dels ripidúrids (Rhipiduridae).

## Hàbitat i distribució
Habita les terres baixes, bosc tropical àrid i matolls dels boscos del centre i sud de l'Índia, a Rajastan, Madhya Pradesh i Orissa meridional.